# 名古屋城車站
名古屋城車站（日语：／ Nagoya-jō eki */?），是一座位在日本愛知縣名古屋市中區三之丸三丁目，名古屋市營地下鐵名城線沿線的鐵路車站。車站編號為M07。
本站舊名「市役所」，是距離名古屋市役所最近的鐵路車站，在車站內外的站名標示中，除了一般常見的日文漢字名與其羅馬拼音Shiyakusho標示之外，也罕見地特別附註了意譯的英文翻譯。另外，由於愛知縣的行政機構愛知縣廳總部與名古屋城也位於本站鄰近地區，因此特別以副站名的型態標示了「縣廳」與「名古屋城」（對應的英文標示分別是與）。「市役所」是日本市最高行政機關，相當於市政府或市公所。在日本各地經常可見到將距離市役所最近的鐵路車站或路面電車站牌命名為市役所前車站（市役所前駅），但本站是唯一一個在站名中沒有包含「前」字的特殊例子。
為使觀光客能容易找到距離名古屋城最近的車站以方便前往，2023年1月4日起，本站主站名更名為「名古屋城」，舊站名「市役所」則改列為副站名。

## 車站構造
本站為1面2線島式月台之地下車站。

### 月台配置
| 月台 | 路線           | 方向 | 目的地                         |
| ---- | -------------- | ---- | ------------------------------ |
| 1    | 名城線、名港線 | 左環 | 榮、金山、新瑞橋、名古屋港方向 |
| 2    | 名城線         | 右環 | 大曾根、本山方向               |

## 車站周邊
- 愛知縣廳
  - 縣廳本館・西館、愛知縣自治中心、愛知縣議會議事堂
- 愛知縣公館
- 名古屋市役所
  - 市役所本館・西館・東館
- 名古屋市公館
- 名古屋城
- 愛知縣體育館
- 愛知縣警察本部
- 名古屋法務聯合辦公大樓
- 名古屋看守所
- 名古屋市市政資料館
- 東海財務局、名古屋國稅局、名古屋中稅務署
- 獨立行政法人國立醫院名古屋醫療中心
- 名城醫院
- 愛知縣立明和高級中學
- 東大手站 - 名古屋鐵道瀨戶線
- 名古屋高速都心環狀線

## 相鄰車站
名古屋市營地下鐵
 名城線
久屋大通（M06）－名古屋城（M07）－名城公園（M08）

## 外部連結
- 市役所 - 名古屋市交通局